# Aeroportul Internațional El Dorado
Aeroportul Internațional El Dorado (IATA: BOG, ICAO: SKBO) este un aeroport din Bogotá, Cundinamarca Department⁠(d), Columbia ce deservește zona Bogotá. Aeroportul a fost tranzitat în 2022 de 35.362.529 de pasageri. A fost deschis în 1959.
aeroportul dispune de 2 piste.

## Infrastructură

### Piste
Aeroportul dispune de 2 piste. Pista 13R/31L are suprafața de asfalt și dimensiunile 3.800 m × 45 m. Pista 13L/31R are suprafața de asfalt și dimensiunile 3.800 m × 45 m. 